# 片山皋月
片山皋月（1959年5月9日—）是日本政治人物、企業家、行政書士。出生於埼玉縣浦和市，1982年畢業於東京大學，1984年至86年於法國國家行政學院留學。曾任大藏省、財務省公務員，眾議院議員，現為自由民主党参議院議員。
2018年10月2日起擔任內閣府特命擔當大臣（地方創生、規制改革、男女共同參與），為第四次安倍改造內閣中唯一的女性閣僚。因大臣任期內適逢天皇德仁即位，她也成為日本憲政史上第一位參加即位典禮（劍璽繼承儀式）的女性。